# قارون (قرية)
قرية قارون هي إحدى القرى التابعة لمركز يوسف الصديق في محافظة الفيوم في جمهورية مصر العربية. حسب إحصاءات سنة 2006، بلغ إجمالي السكان في قارون 44524 نسمة، منهم 23100 رجل و21424 امرأة.